# Срце у пламену
Срце у пламену (шп. Mujer de madera) мексичка је теленовела, продукцијске куће Телевиса, снимана 2004.
У Србији је приказивана 2005. на телевизији Пинк.

## Синопсис
Мариса Сантибањез, од осме године живота, пати од велике трауме коју је узроковала несрећа коју је доживела са својим оцем Ароном и млађим сестрама Лукресијом и Аидом. Велико дрво пада на аутомобил, а мала Мариса из аутомобила извлачи малу Аиду, али кад се врати по Лукресију, аутомобил експлодира заједно са малом Лукресијом и Ароном. Тај догађај је за Марису остала прошлост.
Мариса се, заједно са Аидом, сели код своје зле тете Пиједад, сестре Марисине мајке (која је умрла недуго након Аронове и Лукресијине смрти). Мариса, сада већ одрасла жена, долази на имање породице како би решила проблем илегалног сечења шуме. У Марису је заљубљен покварени предрадник Ефраин, који заједно са Пиједад илегално крчи шуме, што Мариса не зна.
У Пиједадиној кући још живи и Аида, млада и стидљива девојка, која се заљубљује у Карлоса, сина слушкиње Селије. Карлос је заштитник природе, чека на магистратуру из екологије. Када први пут дође на ранч, Карлосу се свиди Мариса, и ту настаје троугао између Аиде, Марисе и Карлоса, али Мариса је ипак заљубљена у Сесара.
Једна од највећих породичних мистерија се покаже нетачном, па се убрзо схвати да су Лукресија и Арон остали живи. Пре експлозије, Арона је из аутомобила извукла тајанствена жена, која је била заљубљена у њега. Иако Арон болује од лагане амнезије, ипак жели да пронађе своје кћерке. Лукресију је спасио брачни пар који не може да има децу. Лукресија, названа Лус, има велики ожиљак од несреће, и у многочему се разликује од Аиде, уображена је и чвршћег карактера, па сумња да су јој ови људи прави родитељи. Убрзо ће Лус успети да докаже да је она Лукресија Сантибањез.
Године 2000. Мариса је срећна и лепа девојка која би ускоро требало да се венча са својим дечком Сесаром, младим, згодним и богатим мушкарцем. На дан венчања у цркву улази Марија Еухенија, Сесарова бивша девојка, која тврди да је са њим трудна. Мариса прекида венчање, и од тог тренутка постаје жена без икаквих емоција, жена од дрвета. Након тог догађаја, Сесар постаје алкохоличар, па Марија Еухенија и њихова кћерка одлуче да га напусте. Стицајем околности Марија Еухенија погине, а њена и Сесарова кћерка остане парализована. Сесар покуша да се врати Мариси, али она је сада заволела Карлоса иако још увек има срце жене од дрвета…

## Улоге
| Глумац:                          | Улога:                     |
| -------------------------------- | -------------------------- |
| Едит Гонзалез Ана Патрисија Рохо | Мариса Сантибањез          |
| Габријел Сото                    | Карлос Гомез               |
| Хаиме Камил                      | Сесар Линарес              |
| Лудвика Палета                   | Аида Сантибањез            |
| Марија Сорте                     | Селија де Гомез            |
| Маја Мишалска                    | Пиједад Виљалпандо Каридад |
| Адамари Лопез                    | Лукресија Лус Сантибањез   |
| Хулио Алеман                     | Арон Сантибањез            |
| Мајрин Виљануева                 | Маријана Родригез          |
| Најлеа Норвинд                   | Вивијана Паломарес         |
| Карлос Камара Јуниор             | Ефраин Гутијерез           |
| Паола Тревино                    | Алондра Ривас              |
| Франсес Ондивијела               | Хеорхина                   |
| Хорхе Поса                       | Рохелио                    |
| Роберто Бландон                  | Марко Антонио              |
| Ото Сирго                        | Леополдо                   |
| Лорена Тасинари                  | Росио                      |
| Ирина Ареу                       | Маго                       |
| Клаудио Баез                     | Бенхамин Гомез             |
| Лупита Лара                      | Лусија                     |
| Рикардо Барона                   | Перико                     |
| Анхела                           | Кларабела                  |
| Ерика Гарсија                    | Андреа Гомез               |
| Карлос Брачо                     | Рамиро Линарес             |
| Хосе Луис Кордеро                | Фелипе                     |
| Андреа Гарсија                   | Алисија                    |
| Раул Очоа                        | Ернесто                    |
| Алехандро Виљели                 | Круз                       |
| Хуан Карлос Касасола             | Хериберто                  |
| Габријела Рамирез                | Канди                      |
| Мишел Рамаглиа                   | Вики                       |
| Едуардо Куерво                   | Орасио                     |
| Силвија Рамирез                  | Кармен                     |
| Клаудија Трој                    | Деби                       |
| Уго Асевес                       | Алдо                       |
| Елијас Чипрут                    | Адан                       |
| Марко Мендез                     | Алберто                    |
| Силке Руиз                       | Монсерат                   |
| Хорхе Консехо                    | Флавио                     |
| Маурисио Барселета               | Висенте                    |
| Лорена Алварез                   | Далија                     |
| Сесилија Тихерина                | Консепсион                 |
| Луз Марија Гуизар                | Џесика                     |
| Карла Лозани                     | Антонија                   |
| Родолфо Велез                    | Максилијано                |
| Габријела Замора                 | Џенифер                    |
| Тоњо Инфанте                     | Анђело                     |
| Жизел Абоумрад                   | Карен                      |
| Роберто Тело                     | Буда                       |
| Сојла Кињонес                    | Аделаида                   |
| Адријана Лафан                   | Химена                     |
| Руди Казанова                    | Комбајо                    |
| Мајрин Виљануева                 | Маријана                   |
| Пабло Магаљанес                  | Валентино Калдерон         |
| Флоренсија Ласика                | Алба                       |
| Хавијер Ернез                    | Мехор                      |
| Алберто Чавез                    | Педро                      |
| Карлос Мигел                     | Мигел                      |
| Густаво Негрете                  | Едмундо                    |